# Frischauf

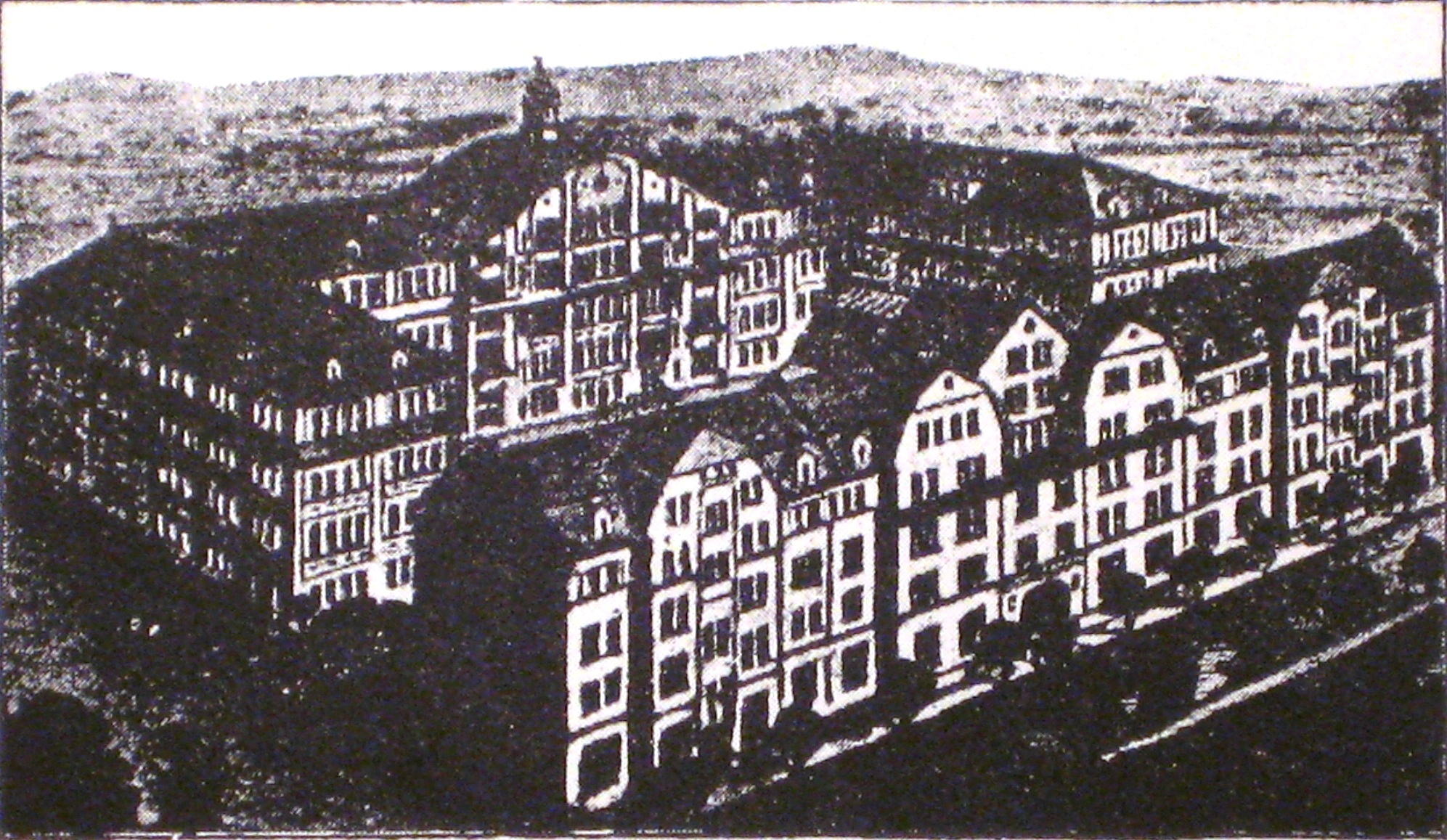
De Frischauffabriek

Frischauf is een Duits historisch merk van motorfietsen.
De bedrijfsnaam was: Fahrradhaus Frischauf, Offenbach am Main
Frischauf was een grote fietsfabrikant, maar produceerde rond 1930 ook motorfietsen. De machines vielen in de duurdere categorie, met 200- en 500cc-inbouwmotoren van de Britse merken JAP en Blackburne. Bovendien produceerde het bedrijf, dat tot de “Arbeiter-Radfahrer-Bund” behoorde, een stevige 497 cc kopklepmotorfiets met K-motor.
De bronnen zijn het niet eens over de periode van de productie, die volgens Erwin Tragatsch liep van 1928 tot 1933, maar volgens S. Ewald en G. Murrer veel korter was, van 1930 tot 1931.